# Peter Kisner

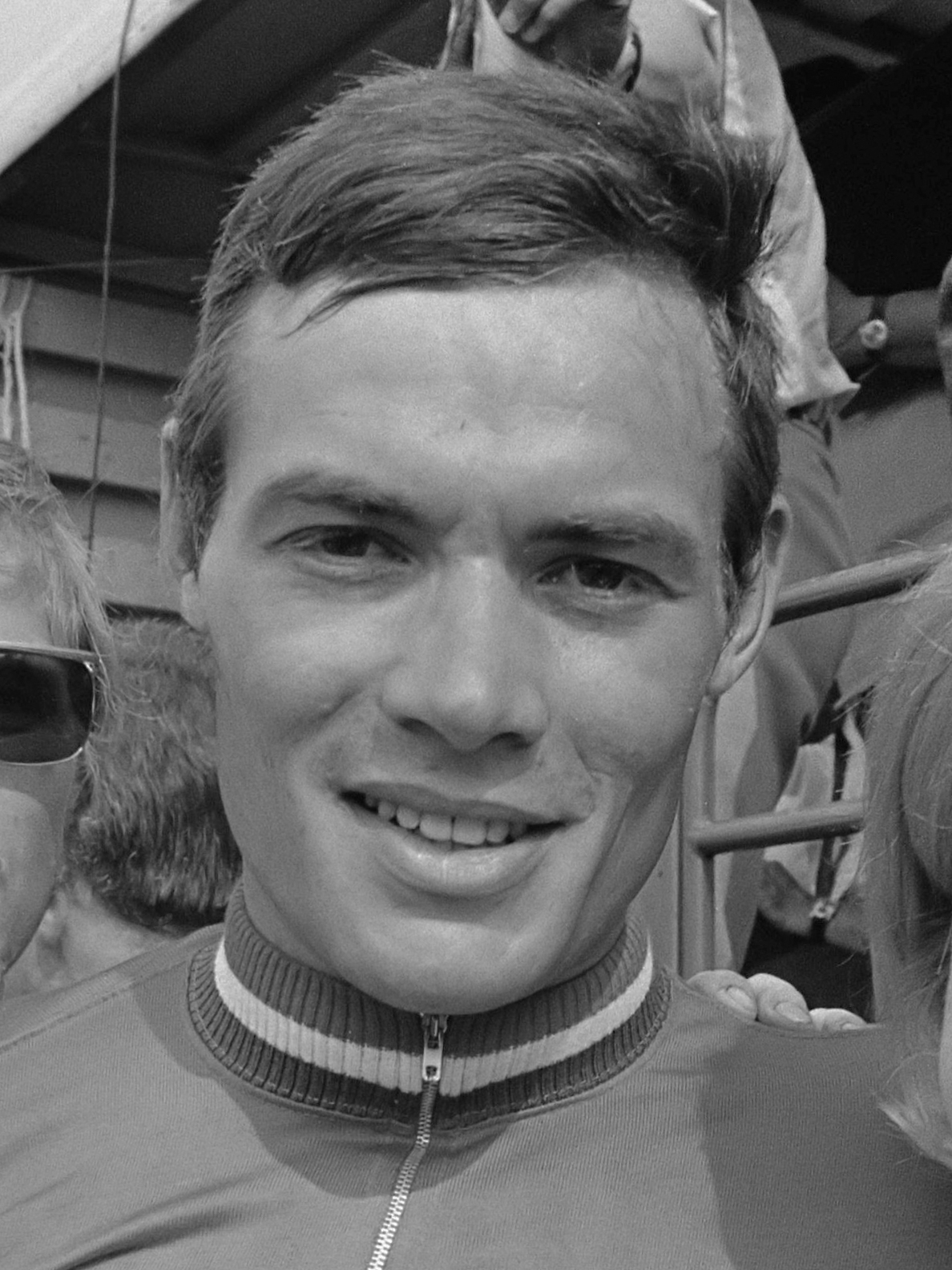
Peter Kisner (1970)

Peter Kisner (* 1. September 1944 in Amersfoort; † 4. Februar 2020 in Sas van Gent) war ein niederländischer Radrennfahrer.
Peter Kisner war Profi-Rennfahrer von 1969 bis 1973. Schon als Amateur hatte er in den Niederlanden mehrere Siege errungen. 1970 wurde er niederländischer Meister im Straßenrennen; 1971 wurde er Zweiter der niederländischen Bahnmeisterschaften im Sprint hinter Sprint-Weltmeister Leijn Loevesijn.
1973 wurde bei Kisner Multiple Sklerose diagnostiziert, und er musste mit dem Radsport aufhören. Mehrere Jahre arbeitete er als Lagerarbeiter in einem Chemie-Unternehmen, bis er aus gesundheitlichen Gründen auch diese Tätigkeit einstellen musste.